# Phil Blakeway
Pas d'image ? Cliquez ici

a Compétitions nationales et continentales officielles uniquement.

b Matchs officiels uniquement.
Phillip John Blakeway est né le 31 décembre 1950 à Cheltenham (Angleterre). C’est un ancien joueur de rugby à XV, qui joue avec l'équipe d'Angleterre de 1980 à 1985 et avec le club de Gloucester au poste de pilier.

## Carrière
Il a eu sa première cape internationale le 19 janvier 1980, à l’occasion d’un match contre l'équipe d'Irlande. 
Phil Blakeway a joué les quatre matchs du Grand Chelem de 1980.

## Palmarès
- 19 sélections avec l'équipe d'Angleterre
- Sélections par année : 4 en 1980, 4 en 1981, 3 en 1982, 4 en 1984, 4 en 1985
- Tournois des Cinq Nations disputés : 1980, 1981, 1982, 1984, 1985
- Grand chelem : 1980